# Polypogon hissaricus
Polypogon hissaricus är en gräsart som först beskrevs av Roman Julievich Roshevitz, och fick sitt nu gällande namn av Norman Loftus Bor. Polypogon hissaricus ingår i släktet skäggrässläktet, och familjen gräs. Inga underarter finns listade i Catalogue of Life.